# 피트 스미스
피트 스미스(Pete Smith, 1939년 5월 29일~)는 오스트레일리아의 아나운서이다.
멜버른에서 태어났다.

## 영화
- 조니 링고의 전설(2003년)
- 전사의 후예 2(1999년)
- 전사의 후예(1994년)
- 라파 누이(1994년)
- 크러쉬(1992년)
- 특명 탈출(1987년)
- 용커 다이아몬드(1936년) - 나레이터 역